# Evangelische Kirche (Kobułty)
Bei der Evangelischen Kirche in Kobułty (deutsch Kobulten) handelt es sich um ein im Zweiten Weltkrieg zerstörtes Gotteshaus aus dem beginnenden 19. Jahrhundert. Bis 1945 war sie die Pfarrkirche des evangelischen Kirchspiels Kobulten in Ostpreußen. Heute steht im polnischen Kobułty nur noch der Turm mit einigen Mauerresten des Kirchenschiffs.

## Geographische Lage
Kobułty liegt 37 Kilometer östlich der Kreisstadt Olsztyn (Allenstein) an einer Nebenstraße, die bei Borki Wielkie (Groß Borken) an der Landesstraße 16 (einstige deutsche Reichsstraße 127) abzweigt und über Popowa Wola (Pfaffendorf) nach Kałęczyn (Kallenczin, 1938 bis 1938 Kallenau) führt.
Die Kirchenruine steht auf einem Hügel im Norden des Dorfes östlich der von Borki Wielkie kommenden Hauptstraße.

## Kirchengebäude

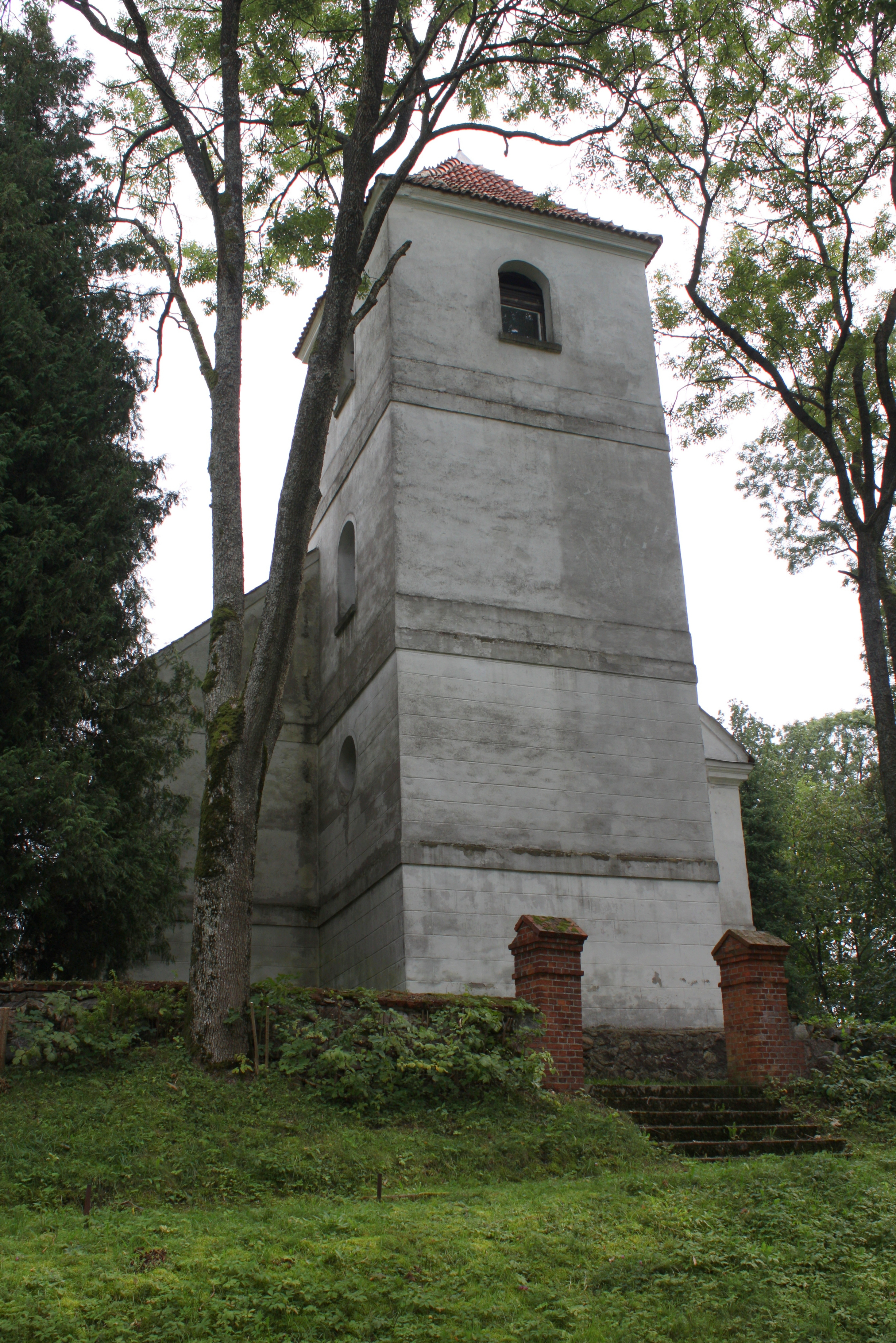
Der nach 1945 bautechnisch gesicherte Turm der Kirche

Ein evangelisches Gotteshaus stand in Kobulten wohl schon in der Mitte des 16. Jahrhunderts. Es wurde 1574 bzw. 1595 erwähnt. Am 23. Januar 1830 musste diese Kirche wegen Baufälligkeit geschlossen werden.
In den Jahren von 1830 bis 1832 wurde eine neue Kirche gebaut. Es entstand eine klassizistische Saalkirche aus Backsteinen, der unverkennbar die Handschrift Karl Friedrich Schinkels trägt. Ein vierseitiger Turm steht an der westlichen Giebelseite. Er trug ursprünglich ein hölzernes Ziegeldach.
Der Kircheninnenraum hatte Seitenemporen. Altar und Kanzel bildeten ein Ganzes.
Eine Besonderheit waren die um 1600 gefertigten Figuren des Christus  sowie der Kreuzigungsgruppe mit Maria und Johannes vor dem Kreuz Jesu. Sie wurden wohl dem Heimatmuseum in Ortelsburg (heute polnisch Szczytno) überstellt.
Eine Orgel erhielt die Kirche im Jahre 1849. Sie verfügte über ein Pedal sowie sieben Register.
Das Geläut der Kirche bestand aus zwei 1869 gegossenen Glocken.

## Kirchengemeinde

### Kirchengeschichte
Ob es in Kobulten bereits in vorreformatorischer Zeit eine Kirche gegeben hat, ist ungewiss. Die Kirchenrechnungen jedenfalls reichten bis 1580 zurück. So wurde die Parochie Kobulten wohl in der Mitte des 16. Jahrhunderts gegründet, und zeitgleich wohl auch eine Kirche gebaut. Sie war königlichen Patronats. Pfarrer sind in Kobulten ab 1599 erwähnt, die Gottesdienste wurden bis Ende des 19. Jahrhunderts in polnischer Sprache gehalten, alle vierzehn Tage in Deutsch.
Bis 1945 war das Kirchspiel Kobulten in den Superintendenturbezirk Passenheim (heute polnisch Pasym) des Kirchenkreises Ortelsburg (Szczytno) in der Kirchenprovinz Ostpreußen der Kirche der Altpreußischen Union eingegliedert. Im Jahre 1925 – das Kirchenpatronat lag jetzt bei den staatlichen Behörden – zählte das Kirchspiel 2400 Gemeindeglieder.
In den letzten Kriegsjahren wurde die Kirche zerstört und konnte nicht mehr benutzt werden. Mit Hilfe von Spendengeldern konnte man wenigstens den Turm retten, im Übrigen ist die Bausubstanz völlig verrottet. Die evangelischen Kirchenglieder des jetzt Kobułty genannten Dorfes werden nun von der Pfarrei in Sorkwity (Sorquitten) betreut. Sie gehört zur Diözese Masuren der Evangelisch-Augsburgischen Kirche in Polen.

### Kirchspielorte (bis 1945)
Zum Kirchspiel Kobulten gehörten bis 1945 18 Dörfer, Ortschaften und Wohnplätze:
| Deutscher Name | Geänderter Name 1938 bis 1945 | Polnischer Name   |                                  | Deutscher Name      | Geänderter Name 1938 bis 1945 | Polnischer Name |
| -------------- | ----------------------------- | ----------------- | -------------------------------- | ------------------- | ----------------------------- | --------------- |
| * Bottowen     | Bottau                        | Botowo            |                                  | * Kobulten          |                               | Kobułty         |
| Dimmern        |                               | Dymer             | * Moythienen                     | Moithienen          | Mojtyny                       |                 |
| Dimmernwiese   |                               | Łąka Dymerska     | Neu Parlösen                     | Neuparlösen         |                               |                 |
| Dimmernwolka   | Kleindimmern                  | Wólka Dymerska    | Parlösenwolka auch: Alt Parlösen | (ab 1928:) Parlösen | Stara Wólka                   |                 |
| Dombrowken     |                               | Dąbrówka Kobułcka | * Pfaffendorf                    |                     | Popwa Wola                    |                 |
| * Groß Borken  |                               | Borki Wielkie     | * Rudzisken                      | (seit 1928:) Rudau  | Rudziska                      |                 |
| * Haasenberg   |                               | Labuszewo         | Saadau                           |                     | Sadowo                        |                 |
| Klein Borken   |                               | Borki Małe        | Sgnilken                         | Knauffshof          | Zgnilki                       |                 |
| Klein Parlösen | (ab 1928:) Parlösen           | Parleza Mała      | Wilhelmsthal                     |                     | Rudne                         |                 |

### Pfarrer (bis 1945)
An der evangelischen Kirche in Kobulten amtierten als Geistliche die Pfarrer:
- Johann Lichtenstein, 1599/1600
- Michael Tybo, 1621/1626
- Martin Guttowius, 1625–1666
- Christian Böttcher, 1676–1679
- Christoph Lichtenstein, 1680–1724
- Samuel Alexius, 1724–1756
- Michael Rudell, 1756–1760
- Gottfried Gering, 1760–1766
- Johann Buttler, 1767–1769
- Andreas Schubert, 1770–1775
- Benjamin Ursinus, 1776–1788
- Michael Ernst Schreiber, 1789–1813
- Gottlieb Briese, 1814–1818
- Friedrich Joswich, 1818–1825
- Daniel Wlotzka, 1826–1857
- Edmund Wilh. R. Schickert, 1858–1864
- Wilhelm Albert Mendrzyk, 1864–1867
- Adolf Jul. Leop. Skopnick, 1868–1878
- Julius Nieszytka, 1878–1888
- Hugo Otto Buchholz, 1888–1892
- Dietrich G. J. Hassenstein, 1892–1900
- Georg Albr. M. Stentzler, 1900–1923
- Karl Heinrich Heldt, 1924–1929
- Eugen Drwenski, ab 1930
- Johannes Rohde, 1930–1945
- Ernst Ruske, 1942–1945